# Колотыгин, Денис Константинович
Денис Константинович Колотыгин (род. 14 июля 1994 года) — российский боец, чемпион мира (IFMA) по тайскому боксу 2016, чемпион России и Кубка России по тайскому боксу 2016, Мастер спорта России международного класса.

## Биография
Денис Колотыгин родился 14 июля 1994 года в посёлке Кокошкино Московской области. Окончив школу в 2012 году и поступив в институт, начался заниматься тайским боксом в городе Одинцово в клубе «Комбат» под руководством Насонова Романа Александровича.

## Спортивные достижения
- — Мастер спорта России международного класса по тайскому боксу
- Чемпион России среди профессионалов 2019, Подольск
- Чемпионат Европы 2019, Беларусь —
- Кубок России по тайскому боксу 2019, Краснодар —
- Кубок России по тайскому боксу 2018, Нижний Новгород —
- Чемпионат Мира по тайскому боксу (IFMA, B class) 2016, Йончепинг — ;
- Чемпионат России по тайскому боксу 2016, Москва — ;
- Чемпионат России по тайскому боксу среди студентов 2015 — ;[4]